# Zitech Computer
Firmaet Zitech (Zitech Computer ApS) havde hovedsæde i Allerød, og butikker flere steder i Danmark. Det primære forretningsområde var produktion af pc'er til lavpris. Forretningsmodellen mindede meget om den Dell Inc. benytter, hvor slutkunderne handler direkte med producenten. Firmaet udsendte regelmæssigt et varekatalog, hvor kunderne kunne sammenligne produkter og kombinere sig frem til en specialmodel.
Remedan af 1985 ApS, der stod bag Zitech, blev 18. december 2008 erklæret konkurs ved retten i Hillerød. På grund af svigtende økonomi var mange af Zitechs butikker blevet lukket i tiden før konkursen, så der på konkurstidspunktet kun var tre tilbage.